# Archimantis straminea
Archimantis straminea är en bönsyrseart som beskrevs av Sjöstedt 1918. Archimantis straminea ingår i släktet Archimantis och familjen Mantidae. Inga underarter finns listade i Catalogue of Life.